# Hyadina munarii
Hyadina munarii är en tvåvingeart som beskrevs av Wayne N. Mathis och Tadeusz Zatwarnicki 2003. Hyadina munarii ingår i släktet Hyadina och familjen vattenflugor.
Artens utbredningsområde är Seychellerna. Inga underarter finns listade i Catalogue of Life.